# الواجهة (مسلسل)
الواجهة مسلسل كويتي يناقش القضايا الاجتماعية والإنسانية والمشاكل المترتبة من الزواج السري المسلسل من تأليف أسمهان توفيق و إخراج سائد الهواري أول عرض 15 ديسمبر 2013 .

## قصة المسلسل
راشد المتزوج من مريم ويعيشون معاً بفضل الدكتورة امل صديقة زينه انجبوا يوسف وزيد وهناك اقرباء لهم هم زينه وليلى اختها وعبد الرحمن زوج ليلى وراشد لديه شركة مريم زوجته يديرها وزينه سكرتارية مكتبه ومتزوجها بالسر من 3 سنوات ويتخلى عنها راشد وغير معرف بالزواج وينقطعون علاقت الاسرة ببعضهم عندما عرف راشد بانها حامل وتهدده مريم بالطلاق إذا لم يطلق زينه لكنه لم يطلقها ولم يعطيها ورقة اثبات الزواج وتمر الاحداث وتنجب زينة الطفلة من غير علم راشد وتكبر و. تسميها امنيه وتوهمها ان امها ليلى وهي خالتها وليلى غير قادرة على الانجاب اطلاقاً وتكبر ويكبرون اولاد راشد وفجاة تنشأ علاقه حب بين امنيه وزيد ومن غير علمهم بانهم اخوان وزيد لديه مرض نقص مناعه وتبدأ التطورات بمرض السرطان في جسده وتنكشف الحقيقية ويموت زيد، وامنيه تكره راشد والكل يلوم راشد على انانيته المسلسل من بطولة سعاد عبد الله وغازي حسين وزهرة عرفات وعبد الرحمن العقل مسلسل كويتي من تمثيل الفنانة سعاد عبد الله وغازي حسين وزهرة عرفات

## البطولة
- سعاد عبد الله : (مريم)
- عبد الرحمن العقل : (ابو عبداللطيف)
- زهرة عرفات : (زينة)
- غازي حسين : (راشد)
- غرور : (نورية)
- أميرة النجدي.
- عيسى ذياب : (يوسف)
- ليلى عبد الله : (امنية)
- حمد اشكناني : (زيد)
- شيماء علي : (ليلى)
- عبير أحمد : (امل)
- محمد المسلم : (عبداللطيف)
- أحمد مساعد. (عبدالرحمن)
- عمر الانصاري.
- محمد الانصاري.